# 安奇·波斯特科格盧
安奇·波斯特科格卢（英語：Ange Postecoglou，/ˈændʒ ˌpɒstəˈkɒɡluː/，ANJ POS-tə-KOG-loo；1965年8月27日—），希臘裔澳洲前足球運動員，也是一名足球教練。

## 球員生涯
波斯特科格卢在9歲時加入南墨爾本希臘人，從1984年到1993年間，他為該球隊在全國足球聯賽中出賽193場。
作為球員，他是1984年和1990-91年冠軍的一員，後者是在擊敗對手墨爾本騎士隊的著名比賽中擔任隊長。他的教練是匈牙利人，他的父親在他小時候就向他提起過這位著名球員。據波斯特科格卢所說，普斯卡什採用的是4-3-3陣型，後衛和前鋒都很有攻擊性。波斯特科格卢在自己的教練生涯中也採用了這種戰術；然而，他在非傳統的倒置位置上使用攻擊型後衛的做法與普斯卡什不同。
波斯特科格卢在27歲時因膝蓋受傷而提前結束職業生涯。2000年，他被球迷和專家評審團選為南墨爾本世紀最佳球隊的先發左後衛。

## 教練生涯
普斯迪高古在1994年起開始其足球教練生涯，首隊執教的球隊為澳洲聯賽的低組別球隊Western Suburbs SC。
在執教國內聯賽球隊、國家隊、橫濱水手及些路迪均取得不錯的成績後。於2023年6月6日英超球隊托特納姆熱刺宣佈任命普斯迪高古為新的主教練，任期從7月1日起，為期四年。他的任命使他成為第一位執教英超聯賽的澳洲人和第一位執教英超聯賽的希臘人。
2024-25賽季開季之前，執教熱刺邁入第二年的波斯特科格盧受訪時說出「我通常會在我的第二個賽季贏得獎盃」。
一個月後，熱刺在聯賽開局表現不佳，前四場比賽僅贏了一場。聯賽第四輪，熱刺在主場輸給了同城死敵兵工廠，賽後他在接受媒體採訪時澄清了他的季前聲明：「我要修正一下我上次講的話，我不是通常（usually）會在第二個賽季獲勝，我總是（always）會在第二年贏得一些東西」。可惜本賽季在因多名球員受傷而受到影響，導致許多球員錯過了大量比賽，最後甚至創下了隊史在21世紀以來最差的聯賽名次。然而，與此同時，熱刺在同賽季的歐洲聯賽一路過關斬將，最終在決賽以1:0險勝全年歐洲聯賽不敗的曼聯，以最戲劇化的方式完成了開季的承諾。

## 執教生涯榮譽
南墨爾本FC
- 澳職聯常規賽冠軍：1997-98
- 澳職聯季後賽冠軍：1997-98、1998-99
- 大洋洲聯賽冠軍盃冠軍：1999

 布里斯本獅吼
- 澳職聯常規賽冠軍：2010–11
- 澳職聯季後賽冠軍：2010–11、2011–12

 澳洲國家足球隊
- 亞洲盃冠軍：2015

 橫濱水手
- J1聯賽冠軍：2019

 些路迪
- 蘇格蘭足球超級聯賽冠軍：2021-22[2]、2022-23
- 蘇格蘭足總盃冠軍：2022–23[3]
- 蘇格蘭聯賽盃冠軍：2021–22[4]、2022–23[5]

 熱刺
- 欧洲联赛冠军：2024–25